# John Sheridan (Babylon 5)
Pour les articles homonymes, voir John Sheridan.
Dans l’univers de Babylon 5, John David Sheridan (surnommé John J. Sheridan) est le commandant de la station Babylon 5 de janvier 2259 à décembre 2261. Il a été incarné par l’acteur Bruce Boxleitner.

## Biographie
Né sur Terre en 2215, fils d’un diplomate de l’Alliance terrienne, John Sheridan a été marié trois fois, et il eut un fils avec sa troisième épouse, Delenn de Mir.

### Début de carrière
John Sheridan embrasse la carrière militaire en entrant à l’Académie des Forces Terriennes en 2236. Il en sort diplômé trois ans plus tard, et épouse une autre diplômée, Elizabeth Lochley, dont il se sépare rapidement.
Il a servi comme officier en second dans plusieurs missions. Ayant refusé une mission de premier contact dans l’espace minbari, le lieutenant Sheridan assiste le capitaine Sterns à bord du croiseur de combat Lexington au début de la guerre Terre-Minbari. Pendant ce conflit, malgré la perte de son officier commandant, il parvient à détruire un croiseur minbari meurtrier, l’Étoile noire, seule réelle victoire d’importance des Humains pendant la guerre.
Au retour de la paix, en 2248, il est promu commandant des Forces terrestres sur le satellite de Jupiter, Io. Il participa à la répression des émeutes sur Mars en 2251.
Promu commandant en 2253, il obtient en 2256 le grade de capitaine et le commandement du destroyer Agamemnon.
C’est au début de son commandement qu’il perd son épouse, Anna Sheridan. La scientifique meurt dans l’explosion de l'Icarus, vaisseau d’exploration envoyé sur une planète lointaine, Z’ha’dum. Sheridan va se concentrer sur sa carrière pour oublier sa femme.

### Commandement sur Babylon 5
Début janvier 2259, il est nommé par le président William Clark commandant de la station spatiale Babylon 5, un avant-poste commercial et diplomatique de l’Alliance terrienne. Il y remplace le commandant Jeffrey Sinclair.
Sheridan y démontre des capacités de stratèges et tacticiens qui ont permis de sauver plusieurs fois la station. Il y noue également des relations fortes avec plusieurs des ambassadeurs, comme la Minbarie Delenn et le Vorlon Kosh Naranek.
De 2259 à avril 2260, Sheridan essaie sans se faire découvrir de trouver des preuves que le président Santiago a été assassiné par son successeur et de comprendre la nouvelle menace que constituent les Ombres. Il parvient ainsi à prendre le commandement d’une Armée de lumière (Army of Light) où se regroupent les officiers terriens de la station et les Rangers luttant contre les Ombres.
En 2260-2261, Sheridan dirige la flotte de la Ligue des mondes non alignés contre les Ombres. Il est porté disparu après une héroïque attaque contre leur capitale sur Z’ha’dum, attaque au cours de laquelle il meurt. Il est toutefois ranimé par Lorien, dernier membre de la première espèce de l'univers qui lui accorde un sursis de 20 ans. Ayant rejoint Babylon 5, il parvient à la victoire finale lors de la bataille de Coriana VI. 
Dans la foulée, il a lancé la lutte militaire contre le président Clark et ses sbires. Il permet la fin de la guerre civile terrienne en offrant à la présidente Louchenko sa démission.

### Président de l’Alliance interstellaire
À la surprise des dirigeants des Mondes non alignés, Delenn propose la fondation d’une Alliance interstellaire (AIS) pour renforcer encore plus intimement la paix. Le conseil restreint de l’AIS élit John Sheridan président de l’Alliance interstellaire.
Pendant sa première année de mandat basé sur Babylon 5, le président Sheridan est confronté à plusieurs crises :
- il aide Mars à obtenir une indépendance digne,
- il décide d’aider des télépathes humains dissidents menés par Byron contre le Corps Psi,
- et il est confronté à la guerre contre les Centauris, dont le gouvernement est contrôlé secrètement par les anciens alliés des Ombres.

Fin 2262, il rejoint le nouveau siège de l’AIS à Tuzanor, sur Minbar, accompagné par son épouse Delenn, enceinte de leur fils David.
Au cours du reste de son mandat, jusque dans les années 2270, il aide la Terre à se sauver du virus des Drakhs et à faire revenir la République centaurie au sein de l’Alliance. Après son retrait de la présidence à la fin des années 2270, il remplace Delenn comme chef des Rangers (Anla'shok).

### Disparition
En 2281, vingt ans après sa victoire sur Z’ha’dum, John Sheridan quitte Minbar à bord d’un vaisseau individuel. Il est vu sur la station Babylon 5 en cours de mise hors service. Par la suite, son vaisseau est retrouvé vide à Coriana VI où Lorien est revenu pour l'emmener par-delà les limbes.

## Le personnage dans la série
Le personnage a été créé pour remplacer celui de Jeffrey Sinclair car l’entreprise de diffusion en syndication voulait davantage d’action. Cette demande permit au créateur et scénariste principal Joe Michael Straczynski de faire avancer son intrigue plus rapidement vers le conflit avec les Ombres.
Le personnage reprend plusieurs traits de Sinclair, dont la capacité au sacrifice (le voyage vers Z’ha’dum).
Comme le décrit Zathras dans « La Guerre sans fin », Sheridan est « the One who will be », celui qui sera : il annonce l’alliance entre les Humains, les Minbaris et les autres peuples, alors que Sinclair unit les Minbaris et que Delenn permit non sans difficulté l’alliance entre son peuple et les Humains.